# V339 Дельфина
V339 Дельфина (Новая Дельфина 2013) — новая звезда, открытая в созвездии Дельфина в ночь с 14 на 15 августа 2013 года японским астрономом-любителем Коити Итагаки с помощью 60-сантиметрового рефлектора и ПЗС-камеры без фильтра.

## Общая информация
За день до открытия находившаяся на этом месте звезда PNV J20233073+2046041 имела 17-ю звёздную величину. В момент открытия блеск составлял 6,8m, в течение ближайших двух дней её блеск увеличился почти до 4m.
Звезда с 15 по 25 августа была видна невооружённым глазом. Она стала наиболее яркой новой на небе с 1999 года, когда новая V382 Velorum в созвездии Парусов достигла блеска 2,6m.
Блеск достиг максимума (примерно 4,3m) к полудню UTC 16 августа, после чего стал медленно уменьшаться со скоростью примерно 0,17m в день. В момент максимума светимость по отношению к состоянию до вспышки (блеск 17,1m) выросла примерно в 130 тысяч раз.

## Физическая природа
Звезда, по-видимому, является классической новой. На поверхность белого карлика в тесной двойной системе постепенно перетекает вещество (в основном водород) из атмосферы партнёра-гиганта, заполняющего полость Роша (см. рисунок). Падающий газ нагревается до десятков миллионов градусов. Температура вещества на поверхности со временем растёт (при почти постоянном давлении, поскольку газ вырожден) и в конце концов достигает критического значения, после чего происходит термоядерный взрыв, охватывающий всю поверхность белого карлика. Партнёром в этой системе, вероятно, является сверхгигант спектрального класса F2.

## Координаты
- Прямое восхождение (J2000): 20ч 23м 30.73с
- Склонение (J2000): +20° 46′ 03.8″